# Deputati della VII legislatura del Regno di Sardegna
Questo elenco riporta i nomi dei deputati della VII legislatura del Regno di Sardegna.

## A
- Tommaso Agudio
- Giuseppe Airenti
- Giuseppe Alasia
- Carlo Francesco Albasio
- Cesare Albicini
- Aleardo Aleardi
- Carlo Alfieri di Sostegno
- Antonio Allievi
- Andrea Evaristo Alvigini
- Giuseppe Ameglio
- Ferdinando Andreucci
- Luigi Anelli
- Ranuzio Anguissola Scotti
- Francesco Annoni di Cerro
- Nicolò Antinori
- Casimiro Ara
- Giuseppe Arconati Visconti
- Leonzio Armelonghi
- Giorgio Asproni
- Giacomo Astengo
- Rodolfo Audinot
- Giovanni Francesco Avesani

## B
- Luigi Baino
- Vincenzo Balduzzi
- Ferdinando Bartolommei
- Pietro Bastogi
- Cesare Beaurin
- Cesare Beccalossi
- Giovanni Belli
- Pietro Beltrami
- Carlo Beolchi
- Paolo Emilio Beretta
- Achille Bernardi
- Ignazio Berruti
- Agostino Bertani
- Cesare Bertea
- Carlo Berti Pichat
- Domenico Berti
- Giovanni Battista Bertini
- Alessandro Besana
- Enrico Besana
- Giovanni Bezzi
- Giuseppe Biancheri
- Andrea Bianchi
- Celestino Bianchi
- Oreste Biancoli
- Emanuele Bich
- Gaetano Bichi
- Luigi Binard
- Maurice Blanc
- Angelo Bo
- Domenico Boccaccini
- Pier Carlo Boggio
- Vincenzo Bolmida
- Carlo Bon Compagni di Mombello
- Bartolomeo Bona
- Luigi Bonasi
- Ruggiero Bonghi
- Giovanni Bonollo
- Alessandro Borella
- Giovanni Battista Borelli
- Francesco Borgatti
- Giulio Borghi
- Giorgio Borsarelli
- Luigi Borsari
- Pietro Boschi
- Giulio Bossi
- Giovan Battista Bottero
- Andrea Botturi
- Giuseppe Bravi
- Giuseppe Brida di Lessolo
- Filippo Brignone
- Giuseppe Brizio Falletti
- Carlo Brunet
- Raffaele Busacca dei Gallidoro
- Bonaventura Buttini

## C
- Cesare Cabella
- Raffaele Cadorna
- Carlo Cagnola
- Giovanni Battista Cagnola
- Benedetto Cairoli
- Gabriele Camozzi Vertova
- Giuseppe Campori
- Giovanni Battista Canalis
- Giuseppe Canestrini
- Girolamo Cantelli
- Cesare Cantù
- Tartarino Caprioli
- Vincenzo Capriolo
- Luigi Carbonieri
- Francesco Carega
- Leone Carpi
- Francesco Carrano
- Domenico Carutti
- Michele Casaretto
- Camillo Casarini
- Giovanni Battista Cassinis
- Luigi Castellani Fantoni
- Marco Castellanza
- Demetrio Castelli
- Edoardo Castelli
- Luigi Castelli
- Pietro Castiglioni
- Carlo Cattaneo
- Michele Cavaleri
- Alberto Cavalletto
- Carlo Giuseppe Cavallini
- Gaspare Cavallini
- Camillo Benso, conte di Cavour
- Gustavo Benso di Cavour
- Leopoldo Cempini
- Giuseppe Challend
- Timoléon Chapperon
- Joseph-Agricola Chenal
- Francesco Chiapusso
- Amedeo Chiavarina di Rubiana
- Desiderato Chiaves
- Felice Chiò
- Enrico Cialdini
- Giovanni Ciardi
- Bartolomeo Cini
- Emilio Cipriani
- Carlo Clerici
- Giambattista Collacchioni
- Francesco Colombani
- Raffaele Conforti
- Pietro Conti
- Camillo Coppini
- Michele Coppino
- Enrico Cordero di Montezemolo
- Giuseppe Cornero
- Giuseppe Corrias
- Tommaso Corsi
- Enrico Cosenz
- Antonio Costa
- Marcello Costamezzana
- Giuseppe Cotta Ramusino
- Federico Crema
- Domenico Cucchiari
- Efisio Cugia
- Francesco Cuzzetti

## D
- Sansone D'Ancona
- Alessandro D'Aste Ricci
- Gerolamo De Amicis
- Giovanni Maurizio De Andreis
- Angelo De Benedetti
- Giovanni Battista De Bernardis
- Francesco De Blasiis
- Ernest de Boigne
- Giuseppe De Giorgi
- Agostino De Giuli
- Alberto De Herra
- Étienne de La Fléchère
- Gustave de Martinel
- Maurizio De Sonnaz
- Ugolino della Gherardesca
- Carlo Demaria
- Agostino Depretis
- Michele Castellamonte di Lessolo
- Giovanni Dossena
- Giovanni Ducati

## E
- Giovanni Battista Ercolani

## F
- Benedetto Fabre
- Giovanni Fabrizj
- Giuseppe Fagnoli
- Enrico Falconcini
- Bernardino Falqui Pes
- Paolo Fantoni
- Luigi Carlo Farini
- Jacques Laurent Favrat de Bellevaux
- Carlo Fenzi
- Niccolò Ferracciu
- Giuseppe Ferrari
- Carlo Figoli
- Gaspare Finali
- Giuseppe Finzi
- Carlo Fioruzzi
- Camillo Fontanelli
- Francesco Franchini
- Lodovico Frapolli
- Emilio Frullani
- Sebastiano Fusconi

## G
- Giuseppe Gadda
- Leopoldo Galeotti
- Antonio Gallenga
- Giuseppe Garibaldi
- Raffaele Garilli
- Celestino Gastaldetti
- Antonio Gazzoletti
- Felice Genero
- Francesco Gentili
- Silvestro Gherardi
- Giuseppe Ginet
- Lorenzo Ginori Lisci
- Giovanni Battista Giorgini
- Antonio Giovanola
- Luigi Girod De Montfalcon
- Vittorio Giudici
- Giovanni Battista Giustinian
- Carlo Gorini
- François Grange
- Severino Grattoni
- Amédée Greyfié de Bellecombe
- Carlo Grillenzoni
- Geminiano Grimelli
- Giuseppe Michele Grixoni
- Angelo Grossi
- Filippo Antonio Gualterio
- Francesco Guardabassi
- Francesco Domenico Guerrazzi
- Anselmo Guerrieri Gonzaga
- Francesco Guglianetti
- Enrico Guicciardi

## I
- Paolo Emilio Imbriani
- Attilio Incontri

## J
- Stefano Jacini
- Maurizio Jorio

## K
- Edoardo Kramer

## L
- Giuseppe La Farina
- Alfonso La Marmora
- Giovanni Lanza
- Carlo Laurenti Robaudi
- Pietro Efisio Leo
- David Levi
- Giacomo Lignana
- Andrea Lissoni
- Efisio Loj
- Francesco Longo
- Clemente Loreta
- Antoine Louaraz

## M
- Giuseppe Maccabruni
- Mauro Macchi
- Didaco Macciò
- Bernardino Maceri
- Berardo Maggi
- Antonio Magnani
- Giovanni Maj
- Francesco Majocchi
- Vincenzo Malenchini
- Giuseppe Malmusi
- Terenzio Mamiani
- Pasquale Stanislao Mancini
- Giuseppe Manfredi
- Giorgio Manganaro
- Rolando Mangini
- Gerolamo Mansi
- Francesco Marabotto
- Benedetto Maramotti
- Adriano Mari
- Emanuele Marliani
- Carlo Marsili
- Massimiliano Martinelli
- Enrico Martini
- Paolo Massa
- Tullo Massarani
- Giuseppe Massari
- Carlo Massei
- Alfonso Mathis
- Felice Mattei
- Carlo Mayr
- Pietro Mazza
- Angelo Mazzoldi
- Giacomo Medici
- Luigi Melegari
- Luigi Melegari
- Filippo Mellana
- Tito Menichetti
- Achille Menotti
- Napoleone Meuron
- Alessandro Michelini
- Giovanni Battista Michelini
- Vincenzo Maria Miglietti
- Giovanni Minghelli Vaini
- Marco Minghetti
- Giuseppe Mischi
- Baldassarre Mongenet
- Luigi Mongini
- Pietro Monticelli
- Giovanni Morandini
- Michele Morardet
- Antonio Mordini
- Giovanni Morelli
- Andrea Moretti
- Michele Morini
- Antonio Mosca
- Antonio Mureddu Cossu

## N
- Carlo Negroni
- Lazzaro Negrotto Cambiaso
- Giovanni Battista Nicolini
- Désiré Niel
- Augusto Nomis di Cossilla

## O
- Federico Odorici
- Ercole Oldofredi Tadini
- Filippo Ollandini
- Giovanni Battista Oytana

## P
- Giuseppe Panattoni
- Lorenzo Pareto
- Valentino Pasini
- Ilario Filiberto Pateri
- Giuseppe Pellegrini
- Joseph Pelloux
- Eugenio Pelosi
- Francesco Peluso
- Carlo Pepoli
- Gioacchino Napoleone Pepoli
- Carlo Pellion di Persano
- Ubaldino Peruzzi
- Matteo Pescatore
- Federico Pescetto
- Agostino Petitti Bagliani di Roreto
- Carlo Pezzani
- Giuseppe Piroli
- Prospero Pirondi
- Hippolyte Pissard
- Emilio Pistone
- Carlo Poerio
- Achille Polti
- Carlo Possenti
- Gherardo Prosperi
- Giuseppe Puccioni

## Q
- Luigi Zenone Quaglia

## R
- Gioacchino Rasponi Murat
- Urbano Rattazzi
- Oreste Regnoli
- Jacques Replat
- Francesco Restelli
- Ignazio Ribotti di Molieras
- Bettino Ricasoli
- Vincenzo Ricasoli
- Antonio Ricci
- Giovanni Ricci
- Vincenzo Ricci
- Nicolò Richetta
- Cosimo Ridolfi
- Giuseppe Robecchi
- Giuseppe Robecchi
- Emanuele Luserna di Rorà
- Gabriele Rossi
- Giacomo Rovera
- Ermolao Rubieri
- Giovanni Battista Ruffini
- Rinaldo Ruschi
- Pietro Rusconi

## S
- Giacomo Sacchi
- Saladino Saladini Pilastri
- Antonio Salvagnoli Marchetti
- Vincenzo Salvagnoli Marchetti
- Vincenzo Salvoni
- Faustino Sanseverino
- Apollo Sanguinetti
- Giuseppe Sanna Sanna
- Giovanni Antonio Sanna
- Jacopo Sanvitale
- Giuseppe Saracco
- Francesco Sartorelli
- Antonio Scialoja
- Gregorio Sella
- Quintino Sella
- Tiberio Sergardi
- Francesco Maria Serra
- Luigi Serra
- Lorenzo Sforza Cesarini
- Paolo Silvani
- Rinaldo Simonetti
- Riccardo Sineo
- Giuseppe Sirtori
- Vittorio Antonio Solari
- Paolo Solaroli di Briona
- Aristide Timoteo Somis di Chavrie
- Germain Sommeiller
- Casimiro Sperino
- Luigi Strigelli
- Guido Susani

## T
- Luigi Tanari
- Sebastiano Tecchio
- Luigi Tegas
- Carlo Tenca
- Enrico Terrachini
- Pietro Testa
- Genova Giovanni Thaon di Revel
- Ignazio Tibaldi
- Cristoforo Tomati
- Niccolò Tommaseo
- Ignazio Tonelli
- Michelangelo Tonello
- Giuseppe Torelli
- Pietro Torrigiani
- Giuseppe Toscanelli
- Ambrogio Trezzi
- Paolo Carlo Turati

## U
- Filippo Ugoni

## V
- Cesare Valerio
- Angelo Valvassori
- Atto Vannucci
- Carlo Varese
- Saverio Francesco Vegezzi
- Giovenale Vegezzij Ruscalla
- Vittorio Villa
- Paolo Viora
- Emilio Visconti Venosta

## Z
- Vincenzo Barnaba Zambelli
- Giuseppe Zanardelli
- Antonio Zanolini